# Huber

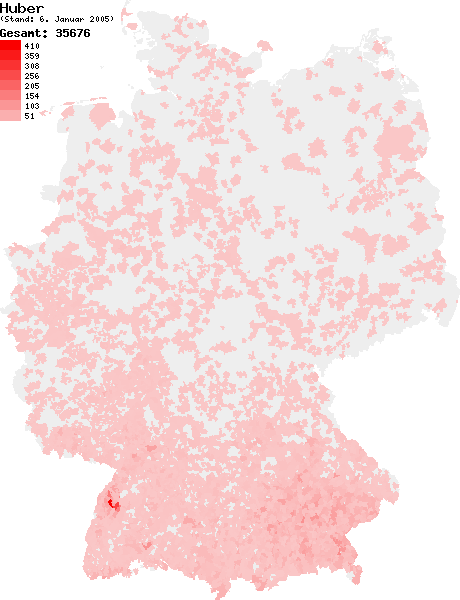
Karta som visar frekvensfördelning av efternamnet Huber i Tyskland. En tydlig ökning av frekvensen ses när man rör sig söderut mot den österrikiska gränsen.

Huber är ett efternamn med tyskspråkigt ursprung. Det härstammar från det tyska ordet Hube som betyder hud, en enhet mark en jordbrukare kan inneha. Det är bland de tio vanligaste efternamnen i den tyskspråkiga världen, särskilt i Österrike och Schweiz, där det är efternamnet för cirka 0,3% av befolkningen. 
Varianter som härrör från olika dialektala uttal av efternamnet inkluderar Hueber, Huemer, Humer, Haumer, Huebmer och (angliserad) Hoover. 